# Bohdan Jevhenovics Butko
Bohdan Jevhenovics Butko (ukránul: Богдан Євгенович Бутко; Doneck, 1991. január 13. –) ukrán válogatott labdarúgó, jelenleg a Sahtar Doneck játékosa. Posztját tekintve belsővédő.

## Pályafutása

### Klubcsapatokban
A pályafutását a Sahtar Doneck utánpótlás akadémiáján kezdte. A Sahtar harmadik számú csapatában játszott először felnőtt szinten. A 2010–2011-es bajnoki idényt a Voliny Luck csapatánál töltötte kölcsönben. 2011-től pedig szintén kölcsönjátékosként az Illicsivec Mariupolban szerepel.

### Válogatottban
Szerepelt az ukrán U16-os, U17-es, U18-as, U19-es és U21-es válogatottban. Tagja volt a 2009-ben U19-es Európa-bajnoki címet szerző U19-es válogatottnak.
A felnőtt nemzeti csapatban 2011. szeptember 2-án debütálhatott egy Uruguay elleni barátságos mérkőzésen.
Az Európa-bajnoki keretszűkítést követően a szövetségi kapitány Oleh Blohin nevezte őt a 2012-es Eb-re készülő 23 fős keretébe.